# جایزه جهانی من بوکر
جایزه بین‌المللی بوکر (به انگلیسی: The International Booker Prize) (که قبلاً به عنوان جایزه جهانی من بوکر (به انگلیسی: Man Booker International Prize) شناخته می‌شد) یک جایزه ادبی بین‌المللی است که در بریتانیا میزبانی می‌شود. جایزه بین‌المللی بوکر در سال ۲۰۰۴ به صورت رسمی معرفی شد و با حمایت گروه مان از سال ۲۰۰۵ تا ۲۰۱۵، هر دو سال یک بار به یک نویسنده زنده از هر ملیتی برای مجموعه ای از آثار (یک رمان یا مجموعه داستان کوتاه) منتشر شده به زبان انگلیسی یا ترجمه به انگلیسی اعطا می‌شد. اما از سال ۲۰۱۶ این جایزه به صورت سالانه برپا می‌شود و به یک کتاب که به زبان انگلیسی ترجمه شده باشد، تعلق می‌گیرد. جایزه ۵۰ هزار پوندی من بوکر بین‌المللی به‌طور مساوی بین نویسنده و مترجم تقسیم می‌شود.
کرنک استارت، بنیاد خیریه سر مایکل موریتس و همسرش، هریت هیمن، حمایت از جوایز بوکر را از ۱ ژوئن ۲۰۱۹ آغاز کرد. از این تاریخ، جوایز به‌عنوان جایزه بوکر و جایزه بین‌المللی بوکر شناخته می‌شوند. موریتس در مورد حمایت آنها از بنیاد جایزه بوکر و جوایز گفت: «هیچ‌یک از ما نمی‌توانیم روزی را تصور کنیم که وقت خود را برای خواندن کتاب صرف نکنیم. جوایز بوکر راه‌هایی برای انتشار اطلاعات در مورد بینش‌ها، اکتشافات، لذت‌ها هستند. و شادی‌ای است که از داستان‌های بزرگ سرچشمه می‌گیرد».

## برندگان جایزه

### قبل از ۲۰۱۶
| سال  | نویسنده             | کشور                | مترجم                     | زبان      |
| ---- | ------------------- | ------------------- | ------------------------- | --------- |
| ۲۰۰۵ | اسماعیل کاداره      | آلبانی              | ب/پ                       | آلبانیایی |
| ۲۰۰۷ | چینوآ آچه‌به         | نیجریه              | ب/پ                       | انگلیسی   |
| ۲۰۰۹ | آلیس مونرو          | کانادا              | ب/پ                       | انگلیسی   |
| ۲۰۱۱ | فیلیپ راث           | ایالات متحده آمریکا | ب/پ                       | انگلیسی   |
| ۲۰۱۳ | لیدیا دیویس         | ایالات متحده آمریکا | ب/پ                       | انگلیسی   |
| ۲۰۱۵ | لاسلو کراسناهورکایی | مجارستان            | جورج سیرتس و اوتیلی مولزت | مجارستانی |

### بعد از ۲۰۱۶
| سال  | نویسنده              | کشور      | مترجم          | نام اثر                                                   | زبان    |
| ---- | -------------------- | --------- | -------------- | --------------------------------------------------------- | ------- |
| ۲۰۱۶ | هان کانگ             | کره جنوبی | دبورا اسمیت    | گیاه‌خوار                                                  | کره ای  |
| ۲۰۱۷ | دیوید گراسمن         | اسرائیل   | جسیکا کوهن     | اسبی وارد بار می‌شود                                       | عبری    |
| ۲۰۱۸ | اولگا توکارچوک       | لهستان    | جنیفر کرافت    | پروازها                                                   | لهستانی |
| ۲۰۱۹ | جوخه الحارثی         | عمان      | مرلین غرفه     | اجرام آسمانی                                              | عربی    |
| ۲۰۲۰ | ماریکه لوکاس رینه‌فلت | هلند      | میشل هاچیسون   | ناراحتی غروب                                              | هلندی   |
| ۲۰۲۱ | داوید دیوپ           | فرانسه    | آنا موسکوواکیس | همه خون‌ها در شب سیاه است                                  | فرانسوی |
| ۲۰۲۲ | گیتانجالی شری        | هند       | دیزی راکول     | مقبره شنی                                                 | هندی    |
| ۲۰۲۳ | گئورگی گسپودینوف     | بلغارستان | آنجلا رودل     | Time Shelter (پناه‌گاه زمان)                               | بلغاری  |
| ۲۰۲۴ | جنی ارپنبک           | جرمنی     | مایکل هوفمان   | Kairos (کایروس)(لحظه مناسب)                               | آلمانی  |
| ۲۰۲۵ | بانو مشتاق           | هند       | دیپا بهاستی    | Heart Lamp: Selected Stories (چراغ دل: داستان‌های برگزیده) | هندی    |